# Суперкубок Боснії і Герцеговини з футболу 1999
Суперкубок Боснії і Герцеговини з футболу 1999 — 3-й розіграш турніру. Матч відбувся між чемпіоном Боснії і Герцеговини клубом Сараєво та володарем кубка Боснії і Герцеговини клубом Босна Високо.
| Володар Суперкубка Боснії і Герцеговини 1999 |
| -------------------------------------------- |
|                                              |
| Босна Високо Перший титул                    |

## Матч
|  |

| Сараєво | 2:2 пен. 4:5 | Босна Високо |
| ------- | ------------ | ------------ |
|         |              |              |

|  |